# Eustomias xenobolus
Eustomias xenobolus es una especie de pez de la familia Stomiidae en el orden de los Stomiiformes.

## Morfología
• Los machos pueden llegar alcanzar los 17 cm de longitud total.

## Hábitat
Es un pez de mar y de aguas  tropicales.

## Distribución geográfica
Se encuentra en el Mar Caribe: Saint Croix (Islas Vírgenes Americanas).